# هاملت (فلم 1996)
هاملت (بالإنجليزية: Hamlet) هو فيلم من إخراج كينيث براناه وبطولة ديريك جاكوبي، جولي كرستي، كيت وينسليت، ميخائيل مالوني وريتشارد بريريس. صدر الفيلم في 25 ديسمبر 1996.

## روابط خارجية
مقالات تستعمل روابط فنية بلا صلة مع ويكي بيانات